# Franziskanerkloster Burg
Das Franziskanerkloster in Burg bei Magdeburg bestand etwa vom Ende des 13. bis zum 16. Jahrhundert.

## Geschichte
Das genaue Gründungsjahr der Niederlassung des 1210 gegründeten Franziskanerordens in Burg ist unbekannt. 1302 oder 1303
wurde sie erstmals in einem Schreiben von Erzbischof Giselbert von Bremen genannt, dürfte also um die Wende vom 13. zum 14. Jahrhundert entstanden sein. Es gehörte zur Kustodie Magdeburg der Ordensprovinz Saxonia und lag im weltlichen Territorium des Erzstifts Magdeburg. Für die Zeit zwischen etwa 1340 und 1484 gibt es keine Nachrichten über das Kloster. Beim Provinzkapitel der Saxonia 1507 in Cottbus zwang Provinzialminister Ludwig Henning die Brüder des Konvents in Burg, die gemäßigt strenge martinianische Lebensweise zu übernehmen, wie auch die Brüder in Aschersleben und Barby.
1532 lebten noch drei Patres und ein Laienbruder dort, ebenso 1536. 1538 verließen die Franziskaner das Kloster infolge der Reformation, und es wurde der Stadt übergeben. Es wurde eine Lateinschule eingerichtet.
1626 wurde die Anlage durch Beschuss kaiserlicher Truppen im Dreißigjährigen Krieg zerstört. Es sind heute keine Überreste mehr sichtbar.